# 国衙軍制
国衙軍制（こくがぐんせい）とは、日本の古代末期から中世初頭にかけて（10世紀 - 12世紀）成立した国家軍事制度を指す歴史概念。令制国の国衙・受領が、その国内の兵を管理指揮した。
律令国家が王朝国家へと変質し、朝廷から地方行政（国衙・受領）へ行政権を委任する過程で、軍制もその国内の治安維持を目的とした国内の兵を主体とすることで成立した。また国衙軍制は、軍事貴族および武士の発生と密接に関係していると考えられている。

## 前史
古代日本の律令国家は、軍事制度として軍団兵士制を採用していた。軍団兵士制は、戸籍に登録された正丁（成年男子）3人に1人を徴発し、1国単位で約1000人規模の軍団を編成する制度であるが、これは7世紀後葉から8世紀前葉にかけての日本が、外国（唐・新羅）に対抗するため構築したものだった。
しかし8世紀後期、対新羅外交政策を転換したことや騎馬を得意とする蝦夷の戦いの長期化（三十八年戦争/三十八年騒乱）に伴い、対外防衛・侵攻のための軍団兵士制は陸奥・出羽を除き廃止した。代わって、軍事力は国内の治安維持が主目的となり、郡司の子弟などから選抜した弓馬に優れた者が務めた（健児制）。そのため、軍団兵士制を支えてきた国家的な戸籍制度を維持する必要性も低下していき、9世紀初頭以降、律令制の基盤となっていた戸籍を通じた個別人身支配が急速に形骸化していった。
律令制の個別人身支配が弛緩していくと、在地社会の階層分化が進み、百姓の中から私出挙・私営田活動を通じて富を蓄積した富豪層が成長し始めた。地方行政にあたる国司は、郡司・富豪層に着目し、従来の個別人身支配の代わりに郡司・富豪層の在地経営を通じた支配へと転換していった。国司は調庸・封物を中央の朝廷へ運搬進納する義務を負っていたが、国司はその運搬進納を担う綱領に郡司・富豪層を任じるようになった。調庸・封物の損失や未進が発生した場合は、郡司・富豪が私的に補償する義務を負わされた。
9世紀中葉ごろから、郡司・富豪層が運搬する進納物資を略奪する群盗海賊の横行が目立ち始めた。群盗海賊の実態は、実は郡司・富豪層であった。国司は実績をあげるため、郡司・富豪層へ過度な要求を課することが多くあり、これに対する郡司・富豪層らの抵抗が群盗海賊という形態で現出したのである。略奪した物資は、補償すべき損失や未進に充てられたり、自らの富として蓄積されたりした。群盗海賊の頻発に対し、朝廷と国司は、ほとんど形骸化した軍団兵士制では満足のいく対応ができなかったため、別の鎮圧方策をとる必要に迫られていた。

## 原型期
9世紀中葉における朝廷・国司は、群盗海賊の制圧のために養老律令の捕亡令（ほもうりょう）追捕罪人条にある臨時発兵規定により対応し始めた。臨時発兵とは、群盗海賊の発生に際し、国司からの奏上に応じて「発兵勅符」を国司へ交付し、国司は勅符に基づき国内の兵を発して群盗海賊を制圧する方式を指し、長らく適用されることはなかったが、群盗海賊の横行に直面してこの方式が採用されることとなった。
臨時発兵規定では、兵（軍団兵士や健児）および国内の人夫を動員した。国内の人夫とは百姓のうち弓馬に通じた武勇輩、すなわち、郡司・富豪層であり、帰順して全国各地に移住させられた蝦夷の後裔たる俘囚であった。臨時発兵規定の適用により、これらが、国衙が動員可能な国内の実質的な軍事力となった。特に俘囚が有していた高い戦闘技術は、新たに形成されようとしている軍制に強い影響を与えた。俘囚は騎馬戦術に優れており、騎乗で使用する白刃である蕨手刀は後の日本刀へとつながる毛抜形太刀の原型となっている。
883年（元慶7）に上総国で勃発した俘囚の武装蜂起（上総俘囚の乱）に際し、朝廷は発兵勅符ではなく、「追捕官符」を上総国司へ交付した。追捕官符とは、同じく捕亡令に基づくもので、逃亡した者を追捕することを命じ、国内の人夫の動員を許す太政官符である。この事件を契機として、以後、追捕官符を根拠として、国司は追捕のため国内の人夫を動員する権限を獲得することとなり、積極的に群盗海賊の鎮圧に乗り出すようになった。そして、国司の中から、専任で群盗海賊の追捕にあたる者が登場した。これは、後の追捕使・押領使・警固使の祖形であるとされている。
以上のようにして、国衙軍制の原型が形成されていった。

## 成立期
9世紀末から10世紀初頭にかけての寛平・延喜期になると、抜本的な国政改革が展開した。調庸・封物を富豪層が京進することにより、院宮王臣家（皇族・有力貴族）は富豪層と結びつき、自らの収入たる封物の確保を図った。富豪層も自らの私営田を院宮王臣家へ寄進して荘園とし、国衙への納税回避を図っていった。かかる危機に直面した国衙行政と中央財政を再建させるために、院宮王臣家と富豪層の関係を断ち切るとともに、国司へ大幅な支配権限を委譲する改革が行われたのである。これにより成立した支配体制を王朝国家体制という。
王朝国家体制への移行により、富豪層による調庸・封物の京進は廃され、国司（受領）による租税進納が行われるようになった。その結果、調庸・封物京進を狙っていた群盗海賊は沈静化することとなった。また、受領への権限集中が行われ、国衙機構内部は受領直属部署（「所」という）を中心とするよう再編成された。郡司・富豪層は、土地耕作を経営し納税を請け負う田堵負名として国衙支配に組み込まれ、また、各「所」に配属されて在庁官人として国衙行政の一翼を担うようになった。
上記の国政改革と並行して、東国では寛平・延喜東国の乱が発生していた。これに対し、朝廷は追捕官符を国衙へ発給し、さらに各国へ国押領使を配置する対策をとった。追捕官符は発兵などの裁量権を受領に与えるものであり、受領は国内の田堵負名層を兵として動員するとともに、国押領使へ指揮権を与えて実際の追捕にあたらせた。このように、寛平・延喜東国の乱の鎮圧過程を通じて新たな国家軍制である国衙軍制が、まず東国において成立した。この軍制は、追捕官符を兵力動員の法的根拠とし、兵力動員権を得た受領から国押領使へ指揮権が委任され、国押領使が国内兵力を軍事編成して追捕活動にあたる、というシステムである。そして、同乱の鎮圧に勲功をあげた「寛平延喜勲功者」こそが最初期の武士であったと考えられている。彼らは、田堵負名として田地経営に経済基盤を置きながら、受領のもとで治安維持活動にも従事するという、それまでにない新たに登場した階層であった。
一方、西国では承平年間（930年代）に瀬戸内海で海賊行為が頻発し（「承平南海賊」）、936年（承平6）、追捕南海道使に任命された紀淑人とその配下の藤原純友らによる説得が功を奏し、海賊が投降した。海賊らの実態は富豪層であり、彼らは従前から衛府舎人の地位を得ていた。衛府舎人は大粮米徴収権の既得権を有していたが、朝廷は延喜年間（900年代）に相次いで衛府舎人の既得権を剥奪する政策を打ち出した。この延喜期の既得権剥奪によって経済基盤を失おうとしている瀬戸内沿岸の衛府舎人らは、自らの権益を主張し続けていたが、承平期に至ってついに海賊行為を展開することとなった。そして彼らを説得し、田堵負名として国衙支配に組み込んだ功労者が実は藤原純友であった。海賊鎮圧の過程で、純友を含め、瀬戸内海諸国には海賊対応のための警固使が設置された。この西国の警固使は東国の押領使・追捕使に該当する。追捕官符によって兵力動員権を得た受領のもと、警固使に任じられた者は国内の郡司・富豪層を軍事的に編成し、有事に際しては指揮権を行使した。ここに、西国においても東国と同様の国衙軍制が成立したのである。

## 展開期
天慶年間（930年代末 - 940年代後葉）の承平天慶の乱（平将門の乱・藤原純友の乱）は、寛平・延喜東国の乱および承平南海賊での勲功行賞が十分に行われなかったために発生したと解されている。寛平・延喜東国の乱と承平南海賊のいずれにおいても、反乱制圧・平和維持に尽力した最初期の武士たちは十分な恩賞が与えられたとは考えなかった。これら功績をあげた最初期の武士たちは貴種の血統を受けており武芸をもって朝廷政治への再復帰を目指していたが、それが叶えられないために実力行使による抗議行動に出たのである。
結果として、抗議行動に出た者たちは反乱者として鎮圧された。そして、鎮圧した勲功者たちが勲功をもとに満足のいく恩賞を獲得することとなった。このとき勲功を挙げた者を承平天慶勲功者と呼ぶ。彼らのほとんどは貴族に属してはいたが、低い官位にある官人であった。しかし、乱の反省から朝廷は彼らを五位・六位といった受領級の中級貴族に昇進させた。そのため、10世紀後半の貴族社会において承平天慶勲功者とその子孫は軍事に特化した家系、すなわち兵の家（つわもののいえ）として認知されるようになり、この兵の家が軍事貴族ないし武士の母体となった。
ところで、王朝国家体制が成立して以来、11世紀中期にかけて、中心的な税目である官物の収納については受領が大きな権限を有していた。受領は郡司・富豪層を出自とする田堵負名らに租税納入の責任を課していたが、税率や減免率などをめぐって受領と負名層の間には対立が生じていた。任期切れ間近の受領は、成績をあげるためにしばしば法令どおりの苛烈な収奪を行った。そのため、田堵負名の中には受領を襲撃したり太政官へ訴訟する（→国司苛政上訴）といった対抗手段に出る者も現れた。特に前者の受領襲撃は、反国家行為として「凶党」と呼ばれ、軍事制圧の対象となった。かかる凶党に対し、実際に追捕にあたったのは受領率いる国衙機構であった。以下、国衙軍制における追捕の流れを概観する。
凶党が発生した場合、国衙は即時に中央の太政官へ報告書（国解）を送付し、これを受けた太政官では議政官（公卿）会議にて審議を行い、国衙へ対し「追捕官符」を発出した。官符によって正当な軍事動員権を獲得した受領は、国衙における軍事指揮者である国追捕使・国押領使・警固使に凶党捜索や犯罪捜査などの追捕活動を命じた。追捕を命じられた追捕使は国内の武士を動員し、実際の追捕活動を展開した。凶党を捕縛した後は、国衙の検非違使が尋問にあたり、捜査経緯をまとめた報告書を受領から太政官へ進達した。
受領から命令を受けた追捕使が動員したのは、国内武士である。国内武士の動員には、動員を要請する文書を順番に回覧する「廻文」の方法が利用されたと見られている。国内武士たちは、動員に応じる場合は自己の名前の直下に「奉」と記載し、応じない場合は「不参」と記載した。凶党追捕が完了したときは、凶党の所領・財産は没収され、追捕にあたった武士たちへ恩賞として給与されたのだろうと考えられている。
受領が国内武士を把握する手続きは次のようであったとされている。受領は赴任した直後に在庁官人に命じて国内の状況をまとめた報告書（「注文」）を提出させていた。その注文をもとに国内武士を列挙した名簿「武士交名」が受領のもとで作成された。「武士交名」に登載されている武士たちは、承平天慶期に勲功を挙げた者もしくはその子孫であって、武芸を世襲している者たちであった。「武士交名」へ登載されていることが武士身分を表す指標だったのであり、すなわち武士とは、武芸者として国衙に承認された者たちを指したのである。こうした国内武士の数は、一国あたり数人 - 十数人程度だったと推測されている。
国内武士を追捕活動に参加させる動機付けとなったのは、勲功の保証である。追捕官符の発布は、追捕に参加して勲功を挙げた者に対する恩賞給与を保証するものだった。追捕官符なしの追捕行為は私合戦とされ、恩賞の対象とはならなかった。また、動員を拒否した場合は処罰の対象となることもあった。

## 変質期
11世紀中葉に、王朝国家体制の変革が行われた。1040年代を画期として、それ以前を前期王朝国家、以降を後期王朝国家と区分する考えがある。この考えによると、後期王朝国家は全国的な租税賦課（一国平均役など）を契機として成立した。それまでは、受領の権限のもとで地方行政が展開しており、郡司・富豪層らが開発してきた荘園も国衙の承認によって存立していた（国免荘）。しかし、内裏の焼亡などを契機とした臨時措置として全国的な租税賦課が実施されると、荘園側は、国衙でなく中央の太政官へ免税の申請を行うようになった。免税特権を獲得した荘園は領域が統合される一円化の措置などを通じて拡大する傾向を示し、国衙が支配する公領を蚕食し始めた。ここに至り、田堵負名層らによる対受領闘争（「凶党」行為）はほとんど見られなくなり、代わって荘園と公領間の相論・武力紛争が頻発し始めた。
国衙軍制は凶党の追捕を対象としていたが、荘園・公領間の紛争において、荘園側は凶党には当たらないこととされたため、国衙軍制をもって荘園・公領間紛争を制圧することはできなかった。そこで受領は荘園への対抗手段として、主に軍事的に対応能力を有する武士身分の田堵負名に公領の経営と治安維持を委任することで、公領の維持を図ったのである。その際、国内の武士身分の田堵負名のうち、同一の郡に基盤を持つ者同士が互いに競合しあったため、従来郡の下にあった郷などの領域を郡と同等の国衙統治下の単位に引き上げる措置がとられ、競合する武士が対等な地位を得られるように、それぞれの経営責任者に任ぜられたと考えられている。こうして公領は郡・郷・保などの単位に再編成され、武士たちは郡司・郷司・保司として郡・郷・保の経営と治安維持を受け持つこととなった。彼ら武士は、受領から委任された徴税権・検断権・勧農権などを根拠として、在地領主へと成長していった。さらに言えば、武士身分の田堵負名は、自らの私営田を権門勢家（皇室・有力貴族・有力寺社）へ寄進して荘園とするとともに、荘官に任じられてもいた。つまり、彼らは一方では国衙側の郡司・郷司として国衙領の維持にあたり、一方では荘園側の荘官として荘園拡大を図っていたのである。こうして武士の在地領主化が進行していった。在地領主化した武士は、在庁官人となって国衙行政に参画する一方で、婚姻関係を通じて党を組み、武士団と呼ばれる結合関係を構築していった。一国に1人置かれる国追捕使または国押領使は、次第に特定の家系が世襲するようになり、こうした累代の国追捕使は国内武士の指導者、つまり「一国棟梁」として国内武士を組織化した。
11世紀中葉の後期王朝国家の成立以来、国衙軍制は機能停止してしまった。国内武士は受領の動員命令ではなく、追捕使の地位を持つ「一国棟梁」の指揮に従うようになっていた。1030年（長元3）の平忠常の乱に際して追討使に任じられた源頼信がすぐに忠常を帰服させると、朝廷は国衙軍制に代わる軍事制度として追討使方式を多用し始めた。軍事貴族である源頼信は、追討の成功により多くの板東武士と主従関係を結び、最初の「武家の棟梁」と呼びうる存在となった。有事の際にはこうした「武家の棟梁」が追討使に補任され、主従関係を結んでいる「一国棟梁」以下の武士を動員し、軍事活動を展開したのである。
12世紀末の治承・寿永の乱（源平合戦）を経て、初期鎌倉幕府政権は、国追捕使の権限を継承した惣追捕使を各国に設置することについて、朝廷から承認を得た。惣追捕使は、国内武士を統率する役割を担っており、これは国衙軍制の枠組みを導入したものと評価できる。惣追捕使はその後、守護制度へと発展していった。

## 研究史
明治から昭和戦中期における「皇国史観」においては、平安時代中期における、藤原氏の摂関政治を否定的に理解することと関連し、地方に土着した中級・下級の貴族を、武士の起源とする説がとられていた。
昭和戦後になると、マルクス主義に基づく歴史観の影響で、古代的な貴族統治体制を打破したのは武装農民層に由来する武士であるとする説が有力とされた。
しかし、1960年代に戸田芳実や石井進らによる国衙機構に関する研究が進展すると、武士の起源を武装農民とする説はもはや成立し得なくなった。国衙軍制の可能性を指摘し、それが武士の起源に関係することを論じたものには、石井進『中世成立期軍制研究の一視点』（「史学雑誌」78編12号所載、1969年）や戸田芳実『国衙軍制の形成過程』（「中世の権力と民衆」所載、創元社、1970年）などがある。
その後、武士の起源に関する研究は、職能論などが議論の中心となり、国衙軍制論は半ば忘れられた状態となったが、1970年代末から1980年代にかけて下向井龍彦らによる研究・問題提起が積極的に進められた。下向井らの議論は、武士の成立を王朝国家論・荘園公領制論などと整合的・有機的に結びつけるものであり、21世紀初頭において、武士成立に関する最も有力な説の一つに位置づけられている。